# Láser de colorante

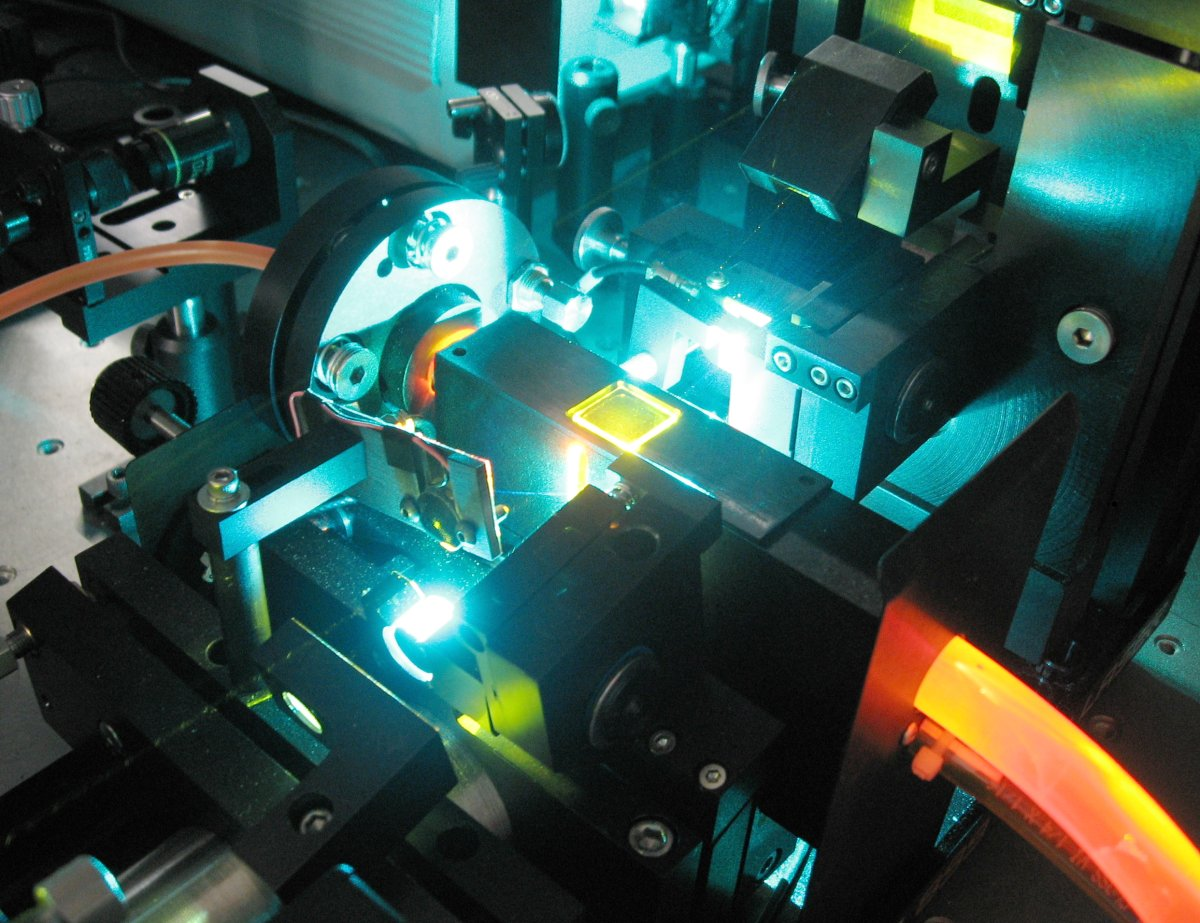
Primer plano de un láser de colorante basado en el componente químico Rodamina 6G, emitiendo luz a 580 nm (amarillo-naranjo). El haz emitido es visible como tenues líneas amarillas. La disolución naranja entra desde la izquierda y es proyectada por un rayo láser de argón en la frecuencia de los 514 nm (azul-verde). El haz del láser se encuentra en el centro de la imagen detrás del cuadro amarillo.

Un láser de colorante es un láser  que utiliza un colorante orgánico como medio activo, generalmente como solución líquida. Comparado con los gases y la mayoría de los medios activos de estado sólido, un láser de colorante se puede utilizar generalmente para una gama mucho más amplia de longitudes de onda.
Su gran ancho de banda lo hace particularmente útil. Además, se pueden utilizar mezclas de colorantes de modo que se obtenga una banda sintonizable cuyo ancho será la combinación del ancho de todas las bandas de los colorantes originales. Esto puede hacer necesario el reemplazo de ciertos componentes ópticos del equipo láser para evitar su deterioro.
El láser de colorante fue el primer láser sintonizable y el primer láser de esta clase en demostrar emisión de banda estrecha y ultra estrecha. Generalmente los osciladores para generar emisión sintonizable de banda estrecha son de tipo dispersivo.
El láser de colorante fue descubierto independientemente por P. P. Sorokin y F. P. Schäfer (y sus colegas) en 1966.